# Parti populaire chrétien-social (Liechtenstein)
Pour les articles homonymes, voir VP, Parti chrétien-social et Parti populaire chrétien-social (Luxembourg).
Le Parti populaire chrétien-social (en allemand : Christlich-Soziale Volkspartei ou VP) est un ancien parti politique libéral-conservateur du Liechtenstein.
Premier parti politique du pays, il est un des deux partis à avoir fusionné au sein de l'Union patriotique.

## Historique
Fondé en février 1918, le Parti populaire chrétien-social ou Parti du peuple du Liechtenstein (en allemand : Liechtensteinische Volkspartei) est issu de l'ouverture du pays à plus de démocratie et plaide pour un état moins monarchique et moins conservateur, ainsi qu'à la poursuite de la réorientation économique du pays vers la Suisse ; ces prises de positions jugées trop libérales poussent à la création d'un second parti politique au mois de décembre, le Parti progressiste des citoyens qui défend depuis une ligne plus conservatrice ; le VP est surnommé « les rouges ».
À partir de 1930, le VP se retrouve dans l'opposition et doit faire face à l'apparition d'un second parti d'opposition, le Service liechtensteinois pour la patrie en 1933, avec lequel le VP fini par s'allier en 1935 pour former une alliance nommée l'opposition nationale ; affaiblis financièrement les deux partis fusionnent le 5 janvier 1936, malgré de nombreuses oppositions internes, pour devenir l'Union patriotique,,.

## Résultats électoraux

### Élections législatives
| Élection | Voix | % | Sièges  | Gouvernement        |
| -------- | ---- | - | ------- | ------------------- |
| 1918     |      |   | 5 / 15  | Opposition          |
| 1922     |      |   | 11 / 15 | Majorité            |
| 01/1926  |      |   | 9 / 15  | Majorité            |
| 04/1926  |      |   | 9 / 15  | Majorité            |
| 1928     |      |   | 4 / 15  | Opposition          |
| 1930     |      |   | 0 / 15  | Extra-parlementaire |
| 1932     |      |   | 2 / 15  | Opposition          |